# Taraxacum udum
Taraxacum udum — вид квіткових рослин з родини айстрових (Asteraceae). Вид зростає в Європі: Франція, Німеччина, Нідерланди, Польща, Швейцарія; це багаторічна рослина помірних біомів.